# 村上正名
村上 正名（むらかみ まさな、1918年6月26日 - 2002年2月9日）は、日本の教育学者、郷土史家。元広島大学附属福山中学校・高等学校教諭。勲四等旭日小綬章受章。後に従四位に叙せられた。

## 人物
「東洋のポンペイ」と呼ばれる草戸千軒遺跡の発掘に尽力した。個人的な調査と資料をもとに草戸千軒集落の発掘と保存を粘り強く行政に訴えつづけ、1961年に福山市が行った発掘調査に続き、1973年に広島県により調査所が、1976年調査研究所を発足させるに至った。これ以降、1990年までに行われた全面的な調査と研究が継続され、草戸千軒遺跡の全貌が明らかになり、広島県立歴史博物館の創設をもたらすことにもなった。
また、姫谷焼について、日本陶磁協会誌『陶説』を場として、当時まだ地方窯（じかたよう）としか見られていなかった色絵姫谷焼の貴重性を広く世に広めた。

## 略歴
1918年、広島県沼隈郡松永町生まれ。
1936年 広島県立福山誠之館中学校卒業、1941年 広島県公立青年学校助教諭、1951年 広島大学附属福山中学校・高等学校教諭。
1970年、文化庁文化財功労賞受賞。
1974年、山陽新聞社山陽文化功労者。
1974年、福山市立女子短期大学助教授（歴史学）、1975年 同教授（歴史学）。
1983年、小山富士夫記念褒賞。
1989年、勲四等旭日小綬章。
2002年没、叙従四位。

## 著書
- 福山文化財シリーズ No.4『福山を作った人々（上）』1967
- 福山文化財シリーズ No.6『草戸千軒町 河底に眠る中世の廃墟』福山市文化財協会、1967
- 福山文化財シリーズ No.5『福山を作った人々（下）』1968
- 『福山の史蹟めぐり』(備後文化シリーズ)児島書店、1969
- 『備後のやきもの』 (備後文化シリーズ)児島書店、1969
- 『備後今昔〈上〉深安・芦品・神石史蹟めぐり』(備後文化シリーズ) 児島書店、1970
- 『備後今昔〈中〉沼隈・尾道・因島』(備後文化シリーズ)児島書店、1972
- 『まぼろしの瀬戸内海』新人物往来社、1972
- 『広島県人』（日本人国記）新人物往来社、1972
- 『やきもの古窯めぐり』雄山閣出版 物語歴史文庫 1973
- 『備後物語』二葉印刷出版部
- 『続・備後物語』二葉印刷出版部 1974
- 『備後人物風土記―歴史をつくった人々』歴史図書社、1977
- 『福山の歴史〈下巻〉―今昔物語』歴史図書社、1978
- 『草戸千軒町―まぼろしの中世集落』国書刊行会、1980
- 『やきもの探訪全ガイド』日本交通公社出版事業局 1982
- 『広島のやきもの―広島県窯業史序説』国書刊行会、1984
- 『備後の陶磁』芦田川文庫 1985
- 『ひろしま 城と古戦場』広学図書 ひろしま文庫 1985
- 『備後歳時記』岡田書店 1986
- 『ひろしま 幻の水軍城』広学図書 ひろしま文庫 1989

### 共編著
- 『備後の伝説 上』編 児島書店 備後文化シリーズ 1970
- 『福山の文化財めぐり』編 二葉印刷出版部 1977
- 『岸辺のいとなみ 松永湾をめぐる産業史 下駄100年』編 日本はきもの博物館 1978.10.
- 『写真集明治大正昭和福山 ふるさとの想い出4』編 国書刊行会 1978
- 『山陽の古代遺跡』甲元眞之,伊東照雄共著 三一書房 1980
- 『福山の歴史民俗暦』編著 福山市文化財協会 1980
- 『日本やきもの集成 9 山陽』満岡忠成共著 平凡社 1981
- 『備後の3000年 写真図説』編著 国書刊行会 1982

## 注
1. ↑  『現代日本人名録』日外アソシエ－ツ 1987年
2. ↑  『人物物故大年表 日本人編Ⅱ（1946-2004）』日外アソシエ－ツ 2006年